# Szeredy József
Szeredy József (Szekszárd, 1831. március 3. – Pécs, 1903. október 7.) bölcsészdoktor, apátkanonok, joglíceumi prodirektor.

## Élete
A gimnáziumot Kalocsán, jogi tanulmányait Pozsonyban és Nagyváradon, a hittudományiakat Pécsett végezte; 1850-ben vették fel a pécs-egyházmegyei papnövendékek közé és 1854-ben áldozópappá szentelték. Két évig mint segédlelkész Tevelen, Kurdon és Sombereken működött. 1855-ben bölcsészdoktorrá avatták; 1856-ban tanár lett a pécsi főgimnáziumnál, ahol 1865-ig a mennyiségtant (matematika) és természettant (fizika) tanította. 1865-ben az újból megnyitott pécsi joglíceumhoz tanárnak nevezték ki, ahol 1867-ig magyar alkotmány- és jogtörténelmet, statisztikát, majd pedig egyházjogot és római jogot adott elő, 1888-ig. 1874-ben a pécsi püspöki szentszék ülnöke lett, 1881-ben pápai kamarássá, 1882-ben zsinati vizsgálóvá, 1883-ban a püspöki líceumban a jog- és államtudományi kar igazgatójává, 1888. június 11-én  pécsi kanonokká nevezték ki. 1887-ben a Szent István Társulat tudomány- és irodalmi osztálya tagjává választotta. 1888-ban pécsi székesegyházi plébános és a házassági kötelék védője lett. 1891-ben címzetes apáttá, 1902-ben pápai prelátussá léptették elő. Ezeken felül, a harmadosztályú vaskoronarend lovagja volt.

## Munkája
- Egyházjog, különös tekintettel a magyar Szent Korona területének egyházi viszonyaira, valamint a keleti és protestáns egyházakra. Budapest, 1874. Két kötet, (A budapesti Pázmány Péter Tudományegyetem hittani kara által a Horváth-jutalommal koszorúzott mű. 2. jav. és bőv. kiadás. Pécs, 1879., 3. jav. és bőv. kiadás. Uo. 1883. Összesen négyezer példányban jelent meg).